# 李安远
李安远（575年—633年9月24日），名誉，字安远，以字行，夏州朔方（今陕西靖边县北白城子）人，唐初功臣之一。今少林寺的《告柏谷坞少林寺上座书》即秦王李世民派李安远前往少林寺封赏有功僧人的书信，后来衍生出十三棍僧救唐王的故事。

## 家世
自称出自陇西李氏，后徙居朔方。
- 曾祖：李僧养，为夏州酋长，隋赠使持节大将军荆淮浙三州诸军事、荆州刺史。
- 祖父：李和，本名庆和，宇文泰赐名宇文意，改封永丰县公。北周时进爵义城郡公，又改封德广郡公，历任夏州、洛州、延州刺史，隋朝时改回原名李庆和，开皇二年（582年）卒，赠本官，加司徒公、徐兖邳沂海泗六州刺史。谥曰肃文[2]。
- 父：李徹，字广达，隋云州刺史[3]、柱国、成阳公[4]。

## 生平
李安远家族世代为官，家中财富极多。他少年时好赌博，成年后才专心读书，结交文人朋友。父亲死后他承袭城阳公爵位。他与王珪交好，隋朝大业初年（605年），王珪受叔父王颇连累而被流放，李安远为他四处营护，得以幸免。李安远后以功臣之子授绛州正平县令（在今山西省新绛县龙兴镇）。
隋炀帝举全国之兵征讨高句丽失败，引发国内大乱。李渊在太原起兵，发义兵攻绛郡（绛州），李安远与通守陈叔达据城自守。城破后，李渊因与李安远有旧，就上门招降，与他一同吃饭，任命他为银青光禄大夫、绛郡太守，又授右一统军（即行军总管），封正平县开国公。
隋骁卫大将军屈突通镇守河东，阻断唐军西进之路。唐军围攻不下，李世民建议留一部兵马围河东，唐军主力则继续西进入关中。李安远受命率军屡破屈突通的部队，参与大军合围河东城，以功授金紫光禄大夫。之后李安远征战弘农郡，授行军总管，以功授光禄大夫。
武德元年（618年），李安远除上柱国、右武卫大将军，使持节总管粱兴通洋巴安集七州诸军事、梁州刺史。七月，唐军与薛举的高墌城浅水原一战中，唐军八大总管皆被击败，李安远与右武候大将军慕容罗睺、刘弘基被俘。八月，薛举病死，薛仁杲继位，十一月，秦王李世民大破薛仁杲于浅水原，陇右平定，李安远获释。
武德二年（619年），封德广郡开国公，食邑二千户，以内营总管从秦王李世民平定刘武周于晋阳，回军京师后，授右翊卫大将军。之后参与平定王世充、窦建德、刘黑闼、徐圆朗的战争。
武德六年（623年），出任使持节、金直南丰迁洵房六州诸军事、金州刺史。出使吐谷浑，答应吐谷浑国主伏允与唐朝互市请求。
武德八年（625年），入朝为右卫将军，以本官授行军总管，权捡挍晋州都督。太子李建成暗中结交李安远，想要引他为党羽，李安远坚持拒绝，被李世民益加亲信。
贞观元年（627年），李世民即位，大封功臣，赏赐李安远别食益州三百户，任为使持节、都督潞韩辽泽四州诸军事、潞州刺史。
贞观二年（628年），授右光禄大夫，行怀州诸军事，怀州刺史。不久因病回京师，拜左光禄大夫。
贞观七年八月十六日（633年9月24日）卒于雍州通义里，年五十九。赠凉州都督，谥曰密。十三年，追封为遂安郡公。
夫人彭城刘氏，北周上柱国、秦州总管、彭国公刘昶之孙，开府仪同三司、广武郡公刘丰之女。武德元年九月十六日（618年10月10日）卒于京宅，年四十二。